# 7803 Adachi
7803 Adachi è un asteroide della fascia principale. Scoperto nel 1997, presenta un'orbita caratterizzata da un semiasse maggiore pari a 2,7882735 UA e da un'eccentricità di 0,0461885, inclinata di 4,99480° rispetto all'eclittica.